# دره شیرز

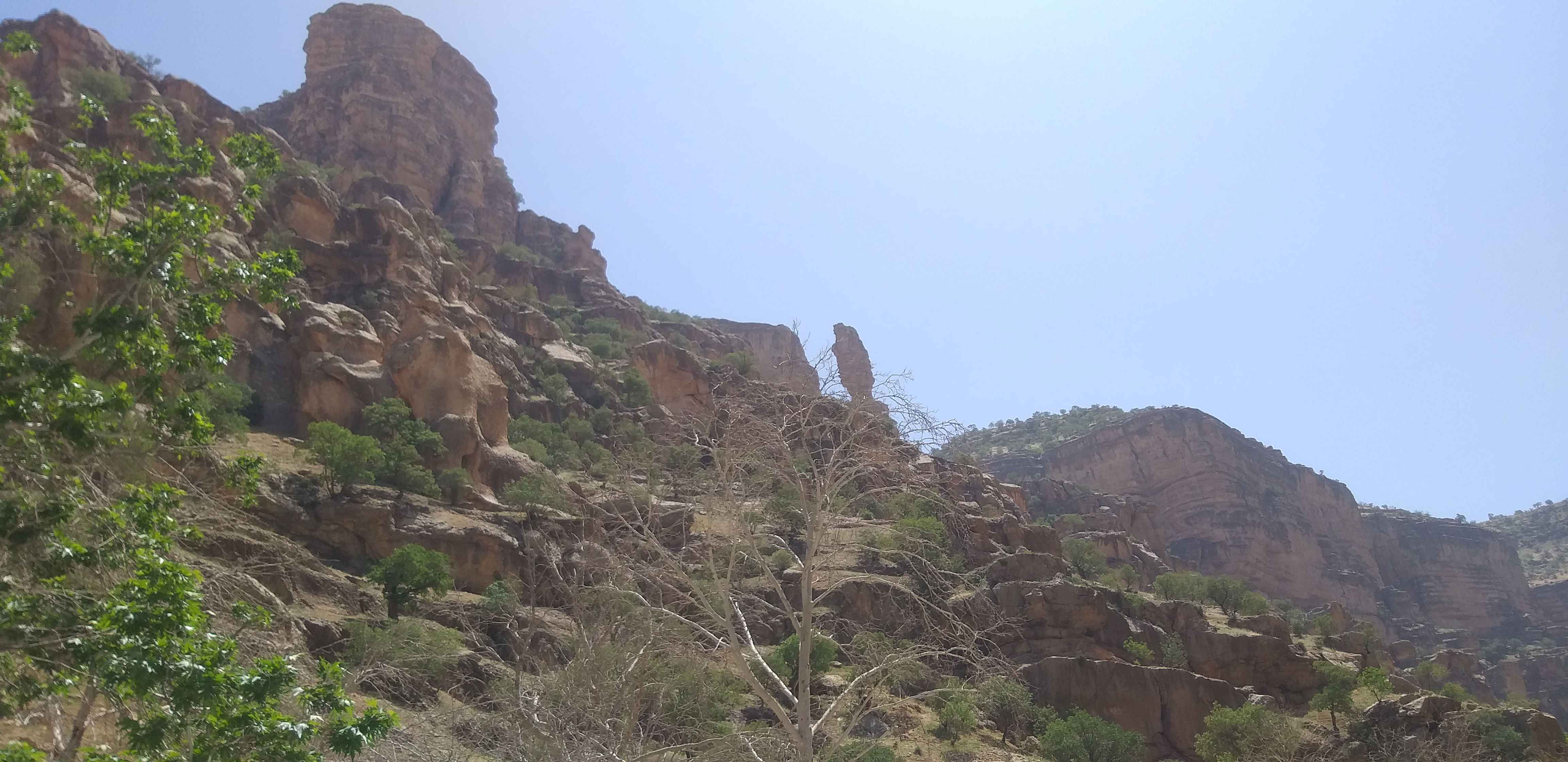
منارهٔ سنگی دره شیرز

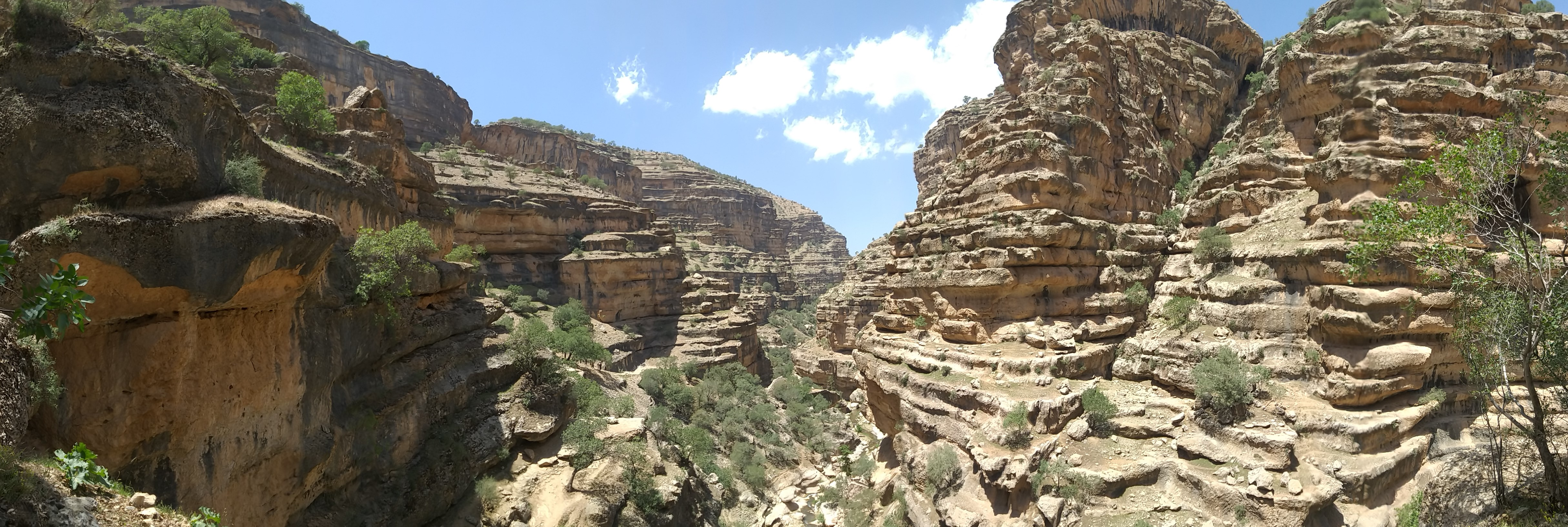
نمایی از درهٔ شیرز

درهٔ شیرِز دره‌ای در استان لرستان شمال غربی شهرستان کوهدشت در ایران است. تنگهٔ شیرز در موقعیت جغرافیایی N334928 و E472950 واقع است و به عنوان ژئوسایت ملی به ثبت رسیده‌است. این منطقه در ۵۵ کیلومتری شهر کوهدشت و در نقطهٔ تلاقی سه استان کرمانشاه، ایلام و لرستان در کنار رود سیمره واقع شده‌است. دره شیرز از روستای گدارگه تا کنارهٔ رود سیمره کشیده شده‌است. تنگه دره شیزر ۵ کیلومتر طول دارد و در میان آن رودخانه‌ای در جریان است که در دهانهٔ ورودی شیرز به رودخانه سیمره می‌پیوندد.
این مکان با دیواره‌هایی با ارتفاع ۱۵۰ تا ۲۰۰ متر محصور شده به‌طوری‌که شیب این دیواره‌ها با ارتفاعی کمتر از ده متر در نزدیکی روستای گُدارگَه آغاز می‌شود و در پرتگاه هفت‌رَک و انتهای دره به اوج خود می‌رسد. چشمه‌های کوچک و بزرگ و یک آبشار به نام شیرز نیز در این تنگه جای گرفته‌است.

## ویژگی‌ها
این جاذبهٔ طبیعی در بخش زردلان و در منطقه‌ای به نام اولادقباد قرار دارد و دارای طبیعتی زیبا و چشمه‌های جاری با آب فراوان، صخره‌های تند و تیز و میوه‌های وحشی فراوان است. محیط توپوگرافیک این ناحیه از کوه‌های مرتفع و دره‌های نسبتاً عمیق با وضعیت اقلیمی سرد و کوهستانی در فصل پاییز و زمستان و معتدل در فصل تابستان برخوردار است.
فرسایش سنگ‌ها و کوه‌ها چهرهٔ خاصی به این دره داده که در مجموع آن را به محیطی شگفت‌انگیز و جذاب تبدیل کرده‌است. طول این تنگه چند کیلومتر است و رود کوچکی از میان آن عبور می‌کند. رودی با سراب‌ها و چشمه‌های زلال که در مسیر خود آبشارهایی را به وجود آورده و در نهایت به رود سیمره ملحق می‌شود. این دره به عنوان ژئوپارک در آثار یونسکو به ثبت رسیده‌است.

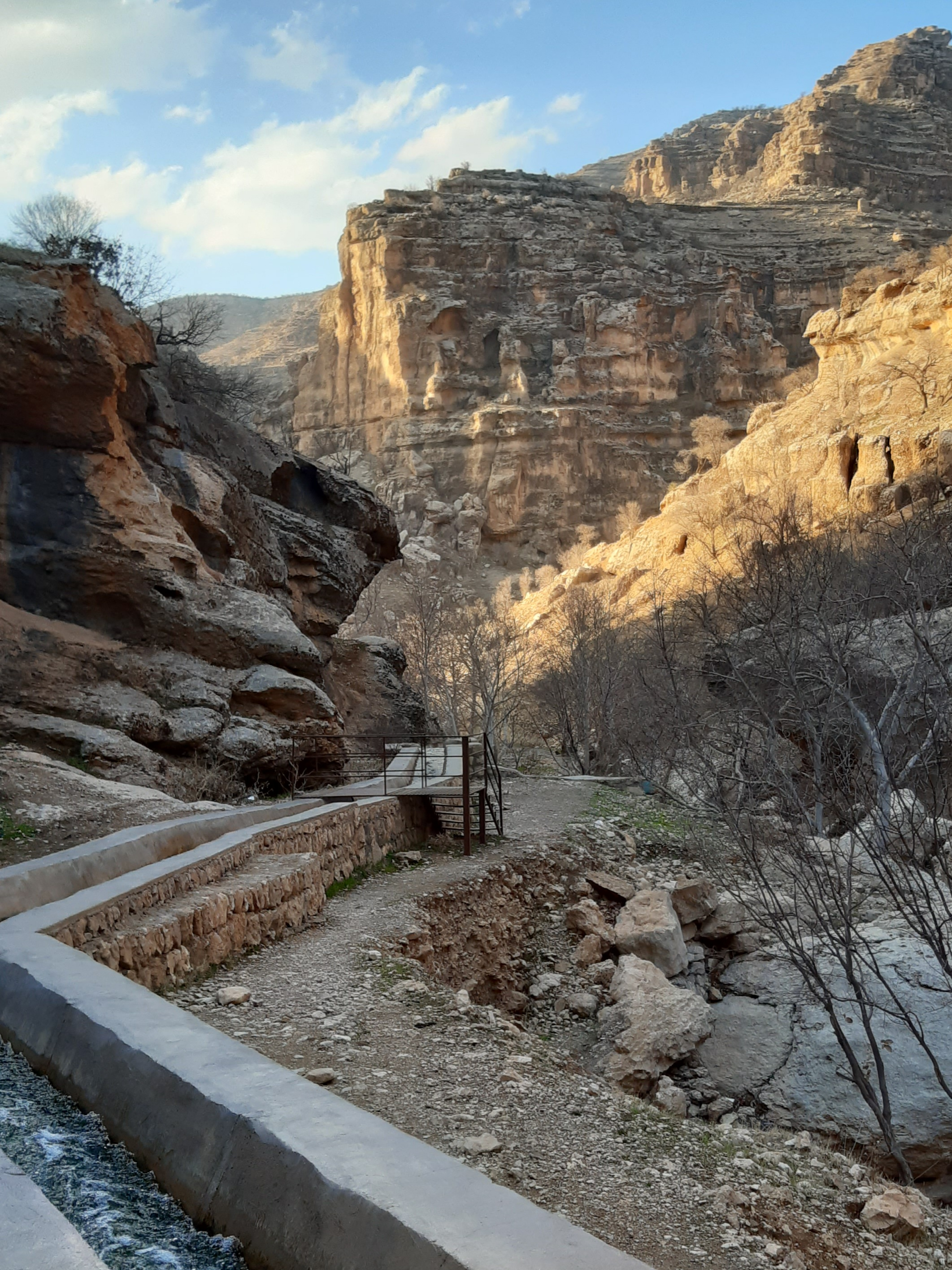
نمایی از ابتدای دره شیرز در اواخر فصل زمستان

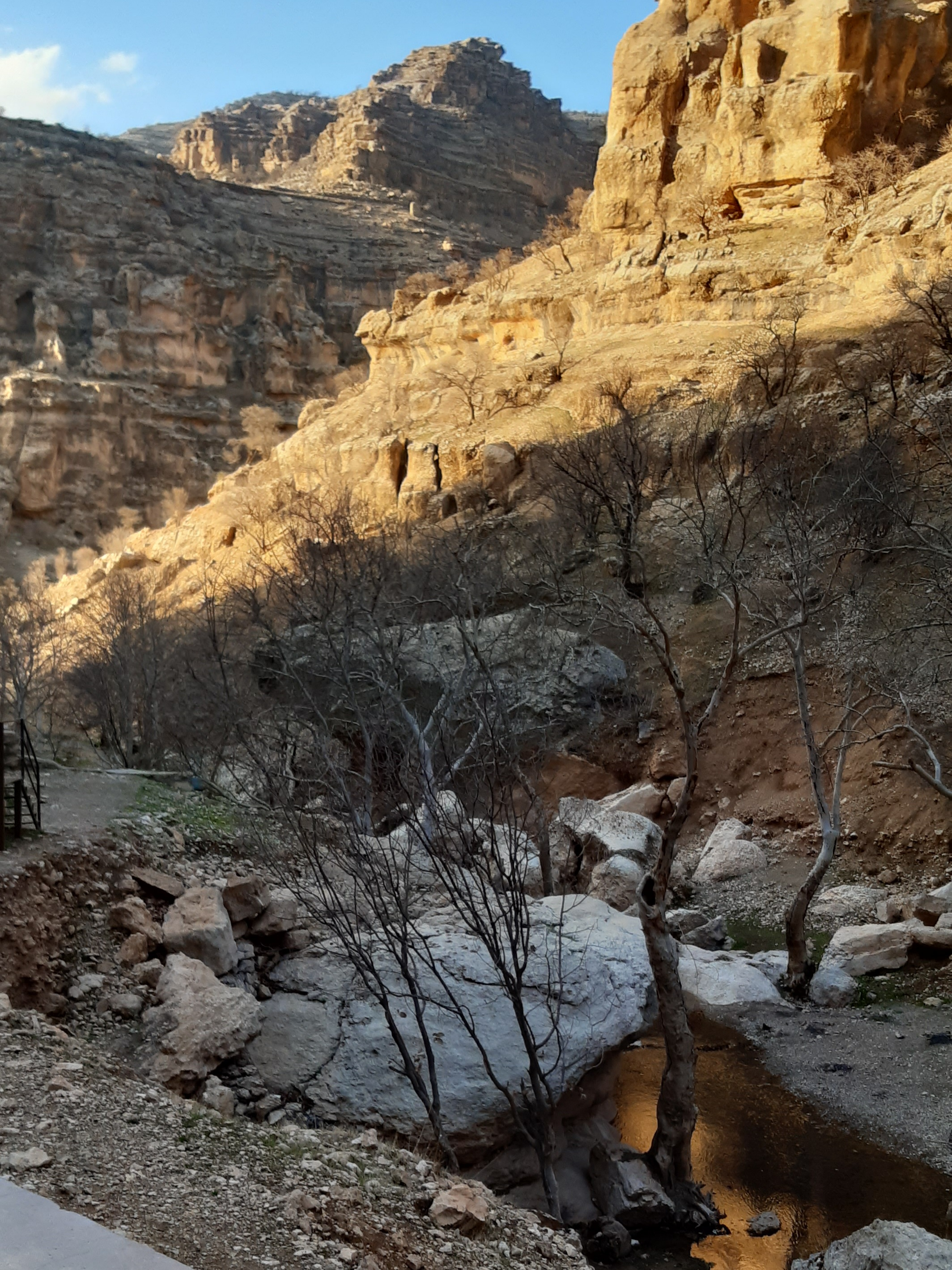
نمایی از ابتدای دره شیرز در اواخر فصل زمستان

این منطقه در گذشته دارای پوشش گیاهی فراوانی بوده اما اکنون به‌دست ساکنان منطقه و بر اثر استفاده به‌عنوان مرتع تخریب شده و از بین رفته‌است.

## میراث فرهنگی
در این تنگه محوطه‌هایی باستانی وجود دارد که شامل آثاری از زندگی غارنشینی بوده و این جاذبهٔ طبیعی به ثبت ملی رسیده‌است. همچنین در میان درهٔ شیرز ستونی وجود دارد که به دست طبیعت و طی میلیون‌ها سال به دست باد و زلزله پدید آمده و ارتفاع این ستون از کف صخره تا راس ۸۰ متر و قطر آن ۱۰ متر است و به مناره سنگی شهرت دارد.

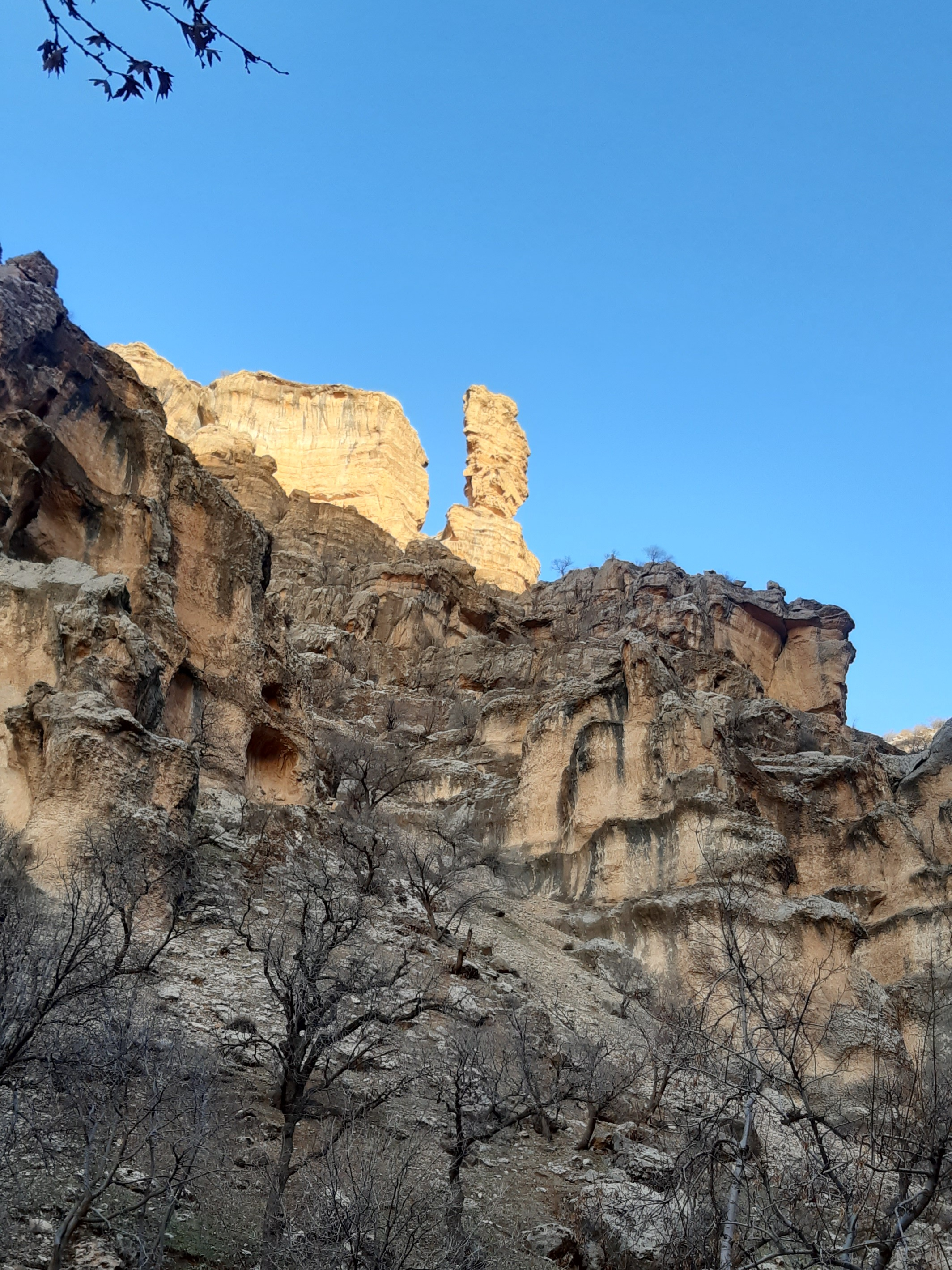
نمایی از مناره سنگی شیرز در کوهدشت

وجود محوطه‌های غنی دوره‌های سنگ (عصر حجر) و دوره برتر در این دره موجب شده که سازمان میراث فرهنگی در طرح جامع گردشگری استان لرستان توجه ویژه‌ای به این منطقه در شهرستان کوهدشت داشته باشد.
فعالان محیط زیست و روزنامه‌نگاران نسبت به آسیب‌هایی که گردشگری ممکن است به این منطقه وارد کند، هشدارهایی داده‌اند.